# 김은서
김은서(2002년 ~)는 대한민국의 여자 모델이다.